# Pierre Weiss (homme politique)
Pour les articles homonymes, voir Pierre Weiss et Weiss.
Pierre Weiss, né en 1952 à Genève et décédé le 24 avril 2015, est un homme politique suisse et italien.
Membre du Parti libéral suisse, il en est élu président le 15 mars 2008 en remplacement de Claude Ruey. Il est également membre de la présidence du Parti libéral-radical suisse dont il a contribué à la naissance.

## Biographie

### Formation
Sociologue et politologue de formation, à la suite d’études à l’université de Genève, Pierre Weiss entre à la Fédération des entreprises romandes Genève (FER-Genève) en 1986. Il est appelé à s'en retirer en 2014 pour des raisons de santé, ce qui le conduit à mettre fin à ses activités professionnelles.
Il préparait une seconde thèse pour 2017 au moment de son décès, le 24 avril 2015, des suites d'une longue maladie. 

### Vie professionnelle
Au bénéfice d’une formation de journaliste, il est éditorialiste d’Entreprise romande dès 1991, de la newsletter de la FER-Genève et chroniqueur au journal Le Temps de 1998 à 2000. À partir de 2010, il tient des chroniques dans Le Temps et la Tribune de Genève, ainsi que L'AGEFI.
Entre 1992 et 2002, il exerce la fonction de secrétaire général de Swissmetro. De plus, il est responsable du FODERE, une fédération d’associations économiques régionales européennes, et siège au comité consultatif de l’Association européenne de libre-échange.
Parmi ses mandats professionnels, il assure la présidence du Conseil interprofessionnel de la formation et la vice-présidence de l'Office cantonal des assurances sociales ; il est également membre du conseil cantonal de la HES-Genève, président du conseil de fondation de l'IFAGE (Fondation pour la formation des adultes à Genève) — dont il est devenu président d'honneur — et du Conseil de la statistique cantonale. 
Il enseigne aussi à l’université de Genève en tant qu'assistant de 1974 à 1981, maître-assistant entre 1981 et 1986 puis en tant que chargé de cours jusqu'en 2013. Il est également chargé de cours ou professeur invité dans plusieurs universités suisses et étrangères. Il est l’auteur, seul ou en collaboration, de nombreux ouvrages et de diverses publications scientifiques. 
Codirecteur du certificat de politique sociale, il est membre du conseil consultatif du diplôme d'études avancées en management de l'aviation.

### Vie politique

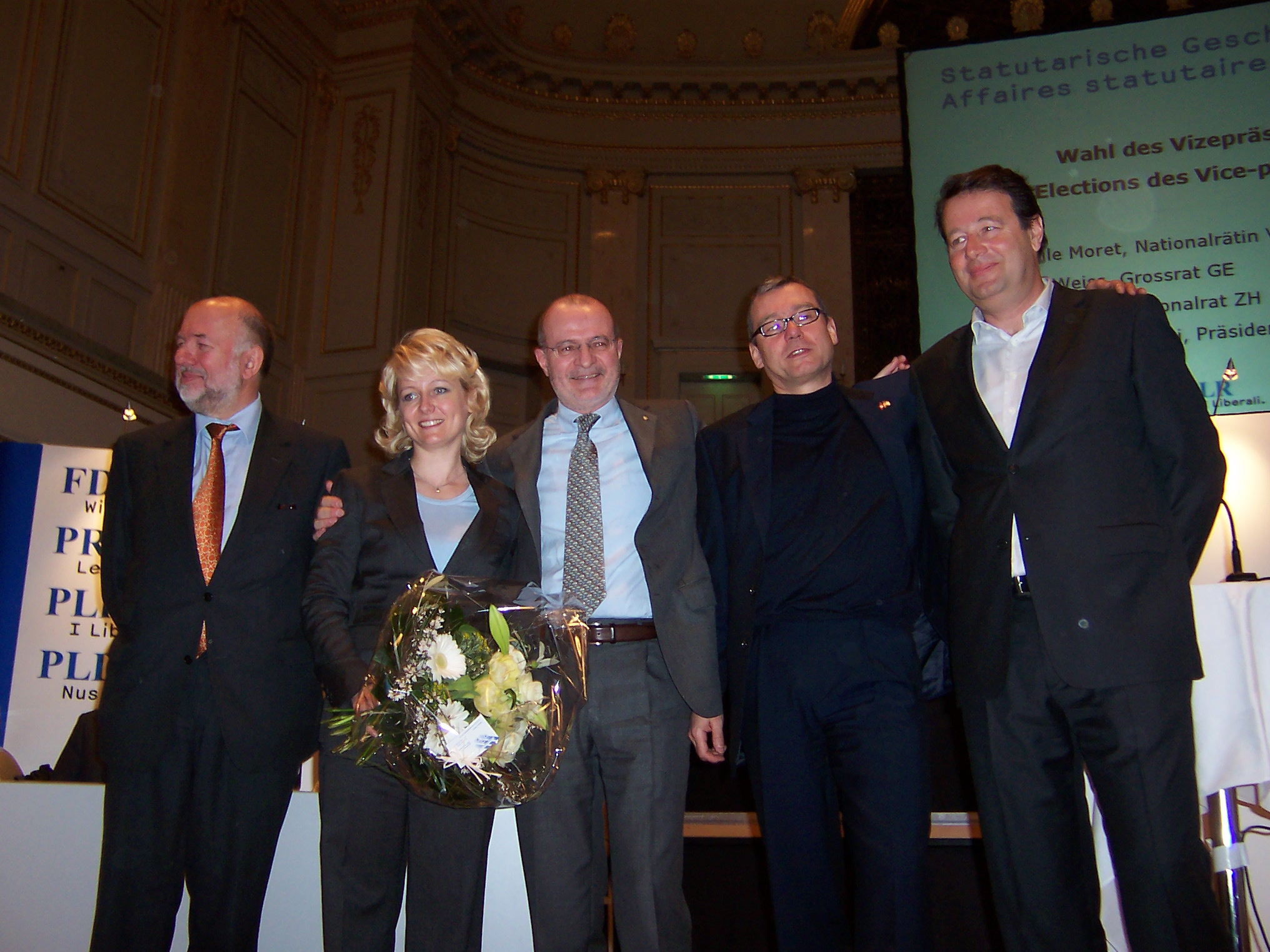
Direction du Parti libéral-radical : Pierre Weiss (premier à gauche), Isabelle Moret, Fulvio Pelli, Ruedi Noser et Vincenzo Pedrazzini en 2009

En 2001, il est élu député au Grand Conseil genevois où il devient membre de diverses commissions, dont la commission des finances. Il siège également dans les commissions fiscale, de contrôle de gestion, de l'enseignement supérieur et de l'énergie. 
Il sert également comme chef du groupe libéral au Grand Conseil de 2005 à 2007. Il est réélu en 2013. 
Il se présente au Conseil national à trois reprises en 2003, 2007 et 2011.
Après avoir été élu vice-président du Parti libéral suisse en 2002, Pierre Weiss est nommé en 2005 comme responsable politique de l’Union libérale radicale, puis est élu président du Parti libéral le 15 mars 2008. Avec la création sur le plan fédéral du Parti libéral-radical, issu de l'ancien Parti libéral suisse et du Parti radical-démocratique, il est élu à sa vice-présidence en 2009, puis en 2014 comme membre de sa présidence (Vorstand).
De 1995 à 2003, il est adjoint au maire de Soral. 

### Vie associative
Il est président de la Ligue internationale contre le racisme et l'antisémitisme (Genève), il est élu président de l'Association Suisse-Israël, section de Genève, en 2011 ; il préside la section des sciences morales et politiques de l’Institut national genevois et a été sociétaire de la Société des arts. Il a aussi été membre du comité de l'Association des professeurs de l'université de Genève. Il préside enfin l'association Opéra & Cité. 